# Capitole (metropolitana di Tolosa)
Capitole è una stazione della metropolitana di Tolosa, inaugurata il 26 giugno 1993. È dotata di una banchina a sei porte e perciò può accogliere treni composti da due vetture.

## Architettura
L'opera d'arte che si trova nella stazione, è stata realizzata da Giulio Paolini, e consiste in un gioco di colonne di granito grigio, composte da elementi situati all'altezza corrispondente alla metà, a un quarto e a un ottavo, o a un sedicesimo, dell'altezza sotto il soffitto dell'alcova.

## Servizi
La stazione dispone di:
- Ascensore
- Biglietteria automatica
- Scale mobili